# Balsa (Muras)
Balsa (llamada oficialmente Santa María da Balsa)  es una parroquia española del municipio de Muras, en la provincia de Lugo, Galicia.

## Otras denominaciones
La parroquia también es conocida por el nombre de Santa María de Balsa.

## Límites
Limita con las parroquias de Viveiro (municipio de Muras), Vilapedre, San Simón da Costa (municipio de Villalba), Montouto (municipio de Abadín) y Cadramón (municipio de Valle de Oro).

## Localización
La distancia en tiempo a los núcleos urbanos próximos como Puentes de García Rodríguez o Villalba no excede de media hora de coche.

## Geografía
Pertenece a la sierra del Gistral, y toda la parroquia está protegida por la Red Natura 2000 como turbera. En la parte llana de la sierra, en el lugar llamado Camposas de Abaixo, nace el río Eume. Este río transcurre, después de pasar por Montouto, por el límite entre A Balsa y San Simón y Vilapedre.

## Organización territorial
La parroquia está formada por veintitrés entidades de población:
- A Ponte
- Bargañas (As Bargañas)
- Bustate
- Cabana
- Carreiro (Carreiros)
- Carrís (Os Carrís)
- Casalousada (A Casa Lousada)
- Castro (O Castro)
- Cotelo (O Cotelo)
- Currás
- Ferreiro
- Ferreiros
- Funqueixeira (A Fonqueixeira)
- O Aguillal
- O Alto
- Orxás (Os Orxás)
- Pardiñas
- Pereiro (Os Pereiros)
- Ponte Bermuz
- Rego
- Suapena
- Taboi
- Vilariño

## Demografía
| Gráfica de evolución demográfica de Balsa entre 2000 y 2020 |
|                                                             |
| Datos según el nomenclátor publicado por el INE.            |

## Patrimonio
La iglesia parroquial fue construida en el  siglo XII y finalizada en el siglo XIII. Está fabricada con mampostería de granito y cubierta con losa, es de planta rectangular y consta de pórtico, nave rectangular, capilla mayor y sacristía en la cabecera. Tanto la fachada como el pórtico y la capilla mayor datan del siglo XVII. En el frente tiene la puerta principal, con arco adintelado. La espadaña se eleva sobre la sacristía. Tiene una puerta lateral en el muro derecho con arco apuntado, del siglo XIII visible desde el interior del edificio. El lintel exterior incluye la inscripción Es iglesia de refugio. En el interior: arco triunfal de medio punto, retablo mayor renacentista y retablos laterales barrocos, con tallas.

## Economía
La economía de la parroquia depende en gran parte del sector ganadero y de las pensiones de jubilación. Un sector de reciente implantación en esta zona es el de la producción de energía eólica con las empresas Acciona y Norvento, pero no repercute directamente en el empleo de la población local.